# فاليريانو غوميز
فاليريانو غوميز (من مواليد 15 ديسمبر 1957) سياسي واقتصادي اشتراكي إسباني. من 21 أكتوبر 2010 إلى 22 ديسمبر 2011 كان وزير العمل والهجرة في المجلس التشريعي التاسع برئاسة خوسيه لويس رودريغيز ثاباتيرو.

## الحياة السياسية
لديه بكالوريوس في الاقتصاد وإدارة الأعمال، وهو متخصص في اقتصاديات العمل من جامعة كومبلوتنس بمدريد. عضو في الاتحاد العام للعمال وحزب العمال الاشتراكي الإسباني، وعمل كخبير اقتصادي في مجلس الوزراء الفني للجنة التنفيذية الكونفدرالية للاتحاد العام للعمال. كان مستشارًا تنفيذيًا في وزارة العمل والضمان الاجتماعي من 1988 إلى 1994 ووزير الدولة للتوظيف من 2004 إلى 2006. وكان مستشارًا للمجلس الاقتصادي والاجتماعي في إسبانيا.
كان يوم الإضراب العام 2010 حاضرا على رأس التظاهرة في مدريد ضد الإصلاح العمالي.

## وزير العمل
في 20 أكتوبر 2010 تم تعيينه وزير العمل من قبل رئيس الوزراء خوسيه لويس رودريغيز ثاباتيرو، واستلمها أمام الملك خوان كارلوس في نفس اليوم.

### نائب
شارك في الانتخابات العامة في 20 نوفمبر 2011 كرقم ثلاثة في قائمة الحزب الاشتراكي لمدريد، وانتخب نائبا. بعد تركه للحقيبة الوزارية ركز على عمله كنائب، حيث عمل كمتحدث باسم المجموعة الاشتراكية في اللجنة الاقتصادية بمجلس النواب، وهو المنصب الذي تركه في 1 يناير 2015 بعد تناقضات مع بيدرو سانشيز.